# Визимбирь
Визимбирь (мар. Визымйыр) — деревня в Куженерском районе Марий Эл Российской Федерации. Входит в состав Русскошойского сельского поселения.
Численность населения — 152 чел. (2010 год).

## География
Деревня располагается в 5 км на запад от административного центра сельского поселения — села Русские Шои, по обоим берегам реки Визимки.

## История
В списках населённых мест Вятской губернии 1859 года упоминается под официальным названием деревня «Визимбирь» Уржумского уезда с населением 129 чел..
В 1907 году в деревне было открыто сельское земское одноклассное училище (после образования Марийской автономной области — начальная школа).
С 1924 года деревня становится центром образованного Визимбирского сельского совета в составе деревень Визимбирь, Морозы и несуществующих ныне Чирпамаш, Мари-Чирпамаш, Медянка, Новики , Раменские, Клешнино. Сельсовет был упразднён в 1954 году, деревня вошла в состав Русскошойского сельсовета.
В 1931 году в деревне был образован колхоз имени Ворошилова, в 1937 году открыта изба-читальня, при которой работали драматический и шахматно-шашечный кружки. При укрупнении колхозов («Прогресс», «Ленин корно», «Знамя») деревня Визимбирь стала производственным участком.
Летом 1951 года в деревне в результате пожара сгорело 17 домов, включая здание сельсовета. На следующий год было построено двухэтажное деревянное здание, в котором разместились исполком сельского совета и правление колхоза, позже в пристрое — клуб и передвижку от библиотеки деревни Кульшит. В 1959 году в середине деревни было построено каменное здание под магазин районного потребительского общества.
В 2000 году в здании начальной школы был открыт музей имени В. И. Чегаева, известного марийского писателя, уроженца деревни. Ежегодно с 2002 года в первой половине июня в деревне проводится районный литературный праздник «Чалай йолгорно», посвященный творчеству писателя.
В 1999 году в деревне был образован сельскохозяйственный производственный кооператив «Прогресс-1».
В 2005 году начальная школа была закрыта из-за недостатка учащихся, дети деревни обучаются в Русскошойской средней школе.

## Население
| 2010 |
| ---- |
| 152  |

## Известные уроженцы[5]
- Чалай, Васлий (1917—1979) — марийский советский поэт.
- Г. С. Иванов (1900—1942) — марийский советский деятель науки, учёный-языковед, педагог. Первый заслуженный деятель науки Марийской АССР (1941). Участник Великой Отечественной войны.
- К. А. Иванов (1925—1994), подполковник запаса, награждён орденом Отечественной войны I степени, орденом «Знак Почёта».
- П. Т. Никонов (1889—1972), кавалер двух золотых и двух серебряных Георгиевских крестов, участник Первой мировой войны.